# ساتيرة فربيوسية
ساتيرة فربيوسية (الاسم العلمي: Satyrus virbius) هي نوع من الحشرات تتبع جنس الساتيرة من فصيلة الحورائيات.